# Epigonii (Ciclul Teban)
Epigonii (în greaca veche Ἐπίγονοι / Epigonoi) este o epopee pierdută din Grecia antică care face parte din Ciclul Teban. În general este considerată ca fiind urmarea ciclului Tebaida, chiar dacă unii autori antici o consideră ca fiind doar o parte a acesteia.
Era uneori denumită Alcmeonide (în greaca veche Ἀλκμεωνίς / Alkmeonis), de la numele eroului principal, Alcmeon.

## Atribuire
...
Epopeea Epigonii este uneori atribuită lui Homer (de care se îndoiește Herodot), sau lui Antimah din Teos.

## Conținut
...
Epigonii povesteau istoria Epigonilor, care au atacat Teba cu scopul de a-i răzbuna pe tații lor, morți cu vreo zece ani înainte, în timpul Războiului Celor Șapte Căpetenii.